# Mike Deodato

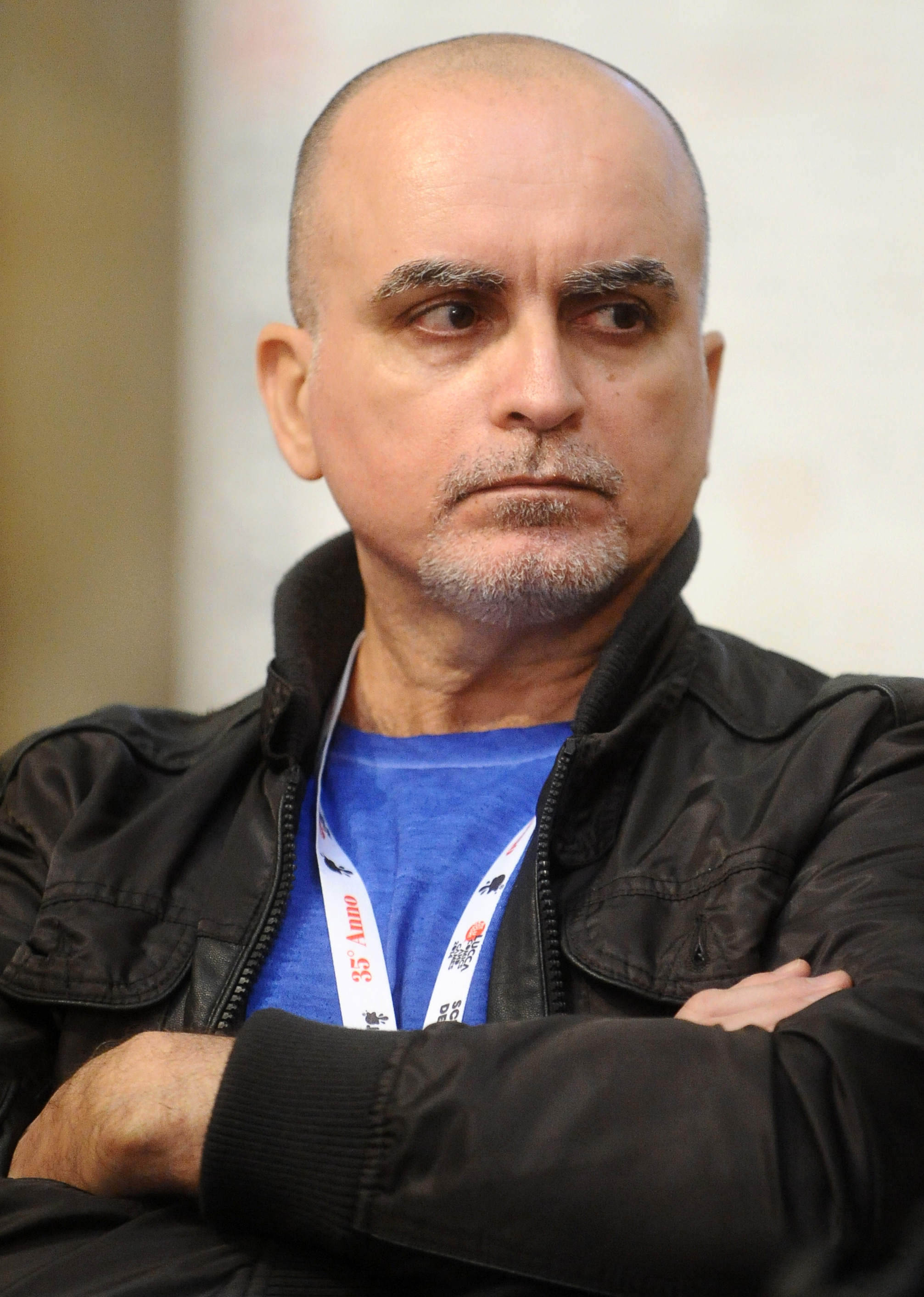
Mike Deodato a Lucca Comics & Games 2014

Mike Deodato, pseudonimo di Deodato Taumaturgo Borges Filho, a volte conosciuto come Mike Deodato Jr. (Campina Grande, 23 maggio 1963), è un disegnatore brasiliano.

## Biografia
Nato a Campina Grande, nello Stato brasiliano del Paraíba, per Marvel Comics è fra i creatori dei Vendicatori Segreti e degli Oscuri Vendicatori.
Ultimamente ha lavorato per la testata dedicata a Thanos sui testi di Jeff Lemire.

## Opere
- The Amazing Spider-Man #509-529; #546
- Weapon H nn. 12, con Greg Pak e altri (2018-in corso)